# 留尼旺熱點
留尼旺熱點（Réunion hotspot）是目前位於印度洋留尼旺島下方的火山熱點。而查戈斯-拉卡迪夫海嶺和南部馬斯克林深海高原都是留尼旺熱點的火山痕跡。
據信該熱點已經活躍了超過 6500 萬年。 6500萬年前，這個熱點地區的一次大規模火山噴發被認為形成了德干暗色岩，這是一片覆蓋印度中部部分地區的巨大玄武岩熔岩床，並打開了一條將印度與馬斯克林深海高原分開的裂谷。德干暗色岩的噴發大致與近對蹠點的希克蘇魯伯撞擊事件和恐龍的白垩纪—古近纪灭绝事件同時發生，並且有相當多的猜測認為這三個事件是相關的。隨著印度板塊向北漂移，熱點繼續沖穿板塊，形成一系列火山島嶼和海底高原。 拉克代夫群島、马尔代夫、和查戈斯群島都是環礁，坐落在 6000-4500 萬年前形成的火山上，隨後淹沒在海平面以下。 大約4500萬年前，印度洋中洋脊越過該熱點，該熱點又穿過非洲板塊下方。
4500萬年-1000萬年前，該熱點地區似乎相對安靜，當時活動恢復，形成了馬斯克林群島，包括毛里求斯、留尼汪島、和羅德里格斯島。 毛里求斯島和羅德里格斯海嶺形成於 800 萬至 1000 萬年前，羅德里格斯島和留尼旺島形成於最近 200 萬年前。 富爾奈斯火山 (Piton de la Fournaise) 是一座位於留尼旺島東南角的盾狀火山，是世界上最活躍的火山之一。

## 外部連結
- （英文）Origin and compensation of Chagos-Laccadive ridge, Indian ocean, from admittance analysis of gravity and bathymetry data （页面存档备份，存于）
- （英文）George, Robin. . Quanta Magazine. 2021-09-15  [2023-12-14]. （原始内容存档于2024-02-10） （英语）. - an article accompanied with an interactive model of the hotspot